# Фототропизм

Свет от лампы (1.) влияет на поведение растения. В результате растение реагирует в форме направленного роста в сторону источника света(2.)

Фототропи́зм (от др.-греч. φῶς — свет и τρόπος — поворот) — изменение направления роста органов растений или положения тела (органов) у животных, в зависимости от направления падающего света.

## Разновидности
- Положительный фототропизм — типичным примером является изгиб стебля в сторону источника света.
- Плагиотропизм, или диатропизм, — при нём пластинки листьев оказываются расположенными под углом к падающему свету.
- Отрицательный фототропизм — орган изгибается от источника света. Таковы движения верхушек некоторых корней, а также поведение стеблей плюща.

Знак и величина фототропизма может зависеть от уровня освещённости. Типичным является положительная фототропичность при слабом свете, отрицательная — при сильном и отсутствие фототропичности при среднем.
Растения различных видов имеют различный фототропизм. Возраст растений в пределах одного вида также вносит коррективы. У молодых растений, в особенности бурно растущих, способность к фототропизму больше, чем у взрослых. В пределах одного и того же растения фототропизм сильнее проявляется в более молодых органах.

## Значение
Фототропизм стеблей и листьев приводит к более равномерному расположению листьев в пространстве, они меньше затеняют друг друга (см. Листовая мозаика);
Положительный фототропизм в сочетании с отрицательным геотропизмом выводит верхушки проростков на поверхность почвы даже при очень глубокой заделке семян.
Положительный фототропизм позволяет использовать многие растения и в условиях невесомости, при отсутствии действия геотропизма.

## Галерея

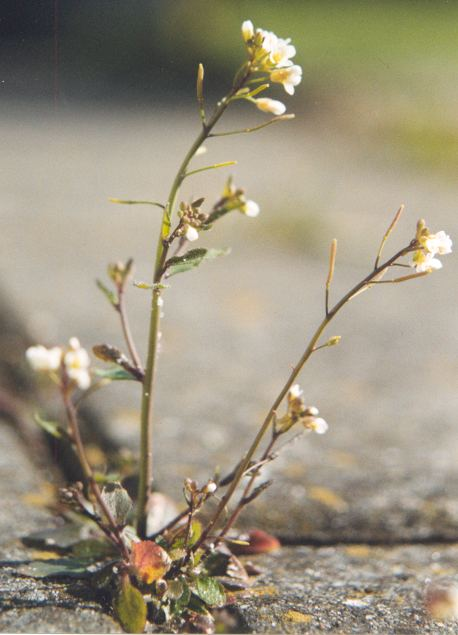
Рост (Arabidopsis thaliana) регулируется УФ излучением
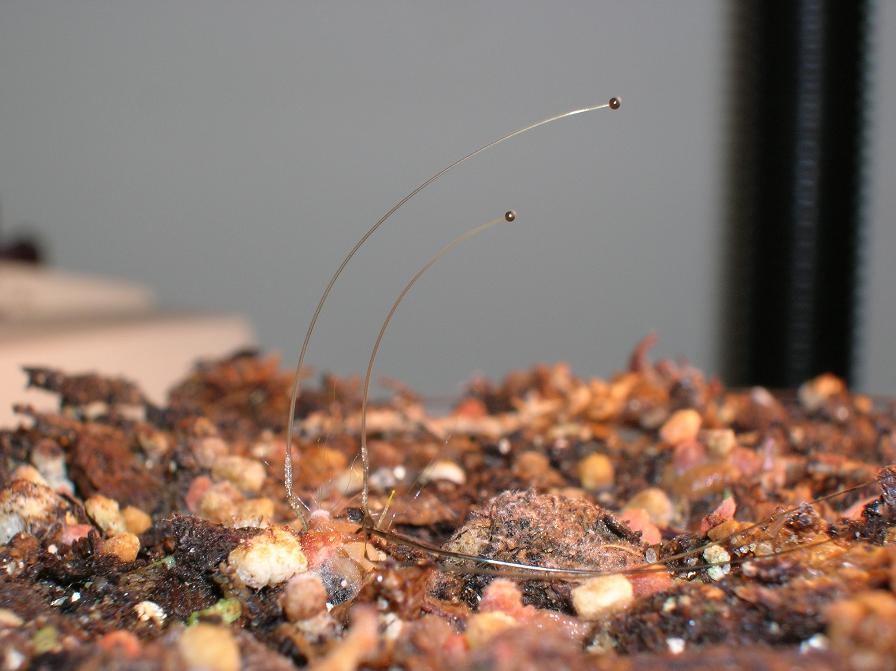
Влияние фототропизма на Phycomyces
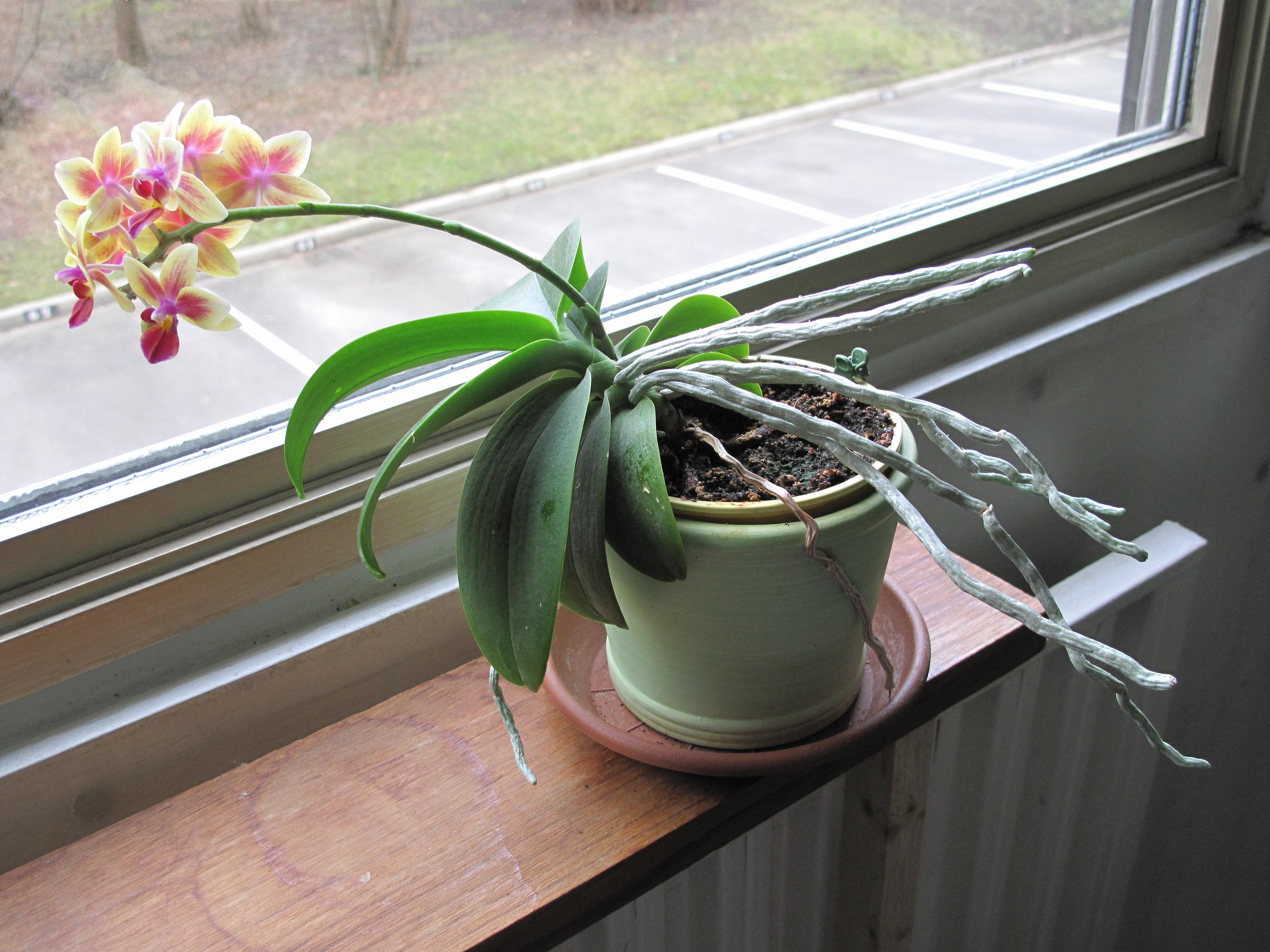
Phalaenopsis
- Azuki beans
Распределение ауксина контролирует фототропизм. 1. Солнечный свет падает на растение сверху. Ауксин стимулирует рост прямо вверх. 2, 3, 4. Солнечный свет падает на растение под углом. Ауксин концентрируется на одной из сторон, стимулируя рост под углом от вертикального положения.

## Принцип действия
Собственно процесс фототропизма может быть разделён на последовательные стадии:
- восприятие светового раздражения, возбуждение клеток и тканей
- передача возбуждения к клеткам и тканям ростовой зоны органа
- усиление или ослабление роста клеток и тканей этой зоны.